# Hlošina úzkolistá
Hlošina úzkolistá (Elaeagnus angustifolia) je prastará kulturní rostlina, strom nebo keř, pocházející z oblastí Kavkazu, Střední Asie, Mongolska a střední Číny. Je nejdéle se vyskytujícím druhem rodu hlošina v české přírodě.

## Rozšíření
Z míst svého původu se hlošina úzkolistá šířila západním směrem podél karavanních cest a do Evropy doputovala již v 16. století. Dovezena byla též do Severní a Jižní Ameriky.

## Ekologie
Vyrůstá nejčastěji na písčitých půdách a je tolerantní k suchu a k vyššímu obsahu soli v půdě. Nejlépe se jí daří na plném slunci v propustných půdách s dostatkem vápníku. Má bohatý kořenový systém, který je využíván ke zpevňování pohyblivých písčitých zemin. Je odolná vůči vnitrozemským mrazům. V Kašmíru roste v nadmořské výšce až 3500 m. Za vhodných podmínek dokáže rychle obsadit široký prostor.

## Popis

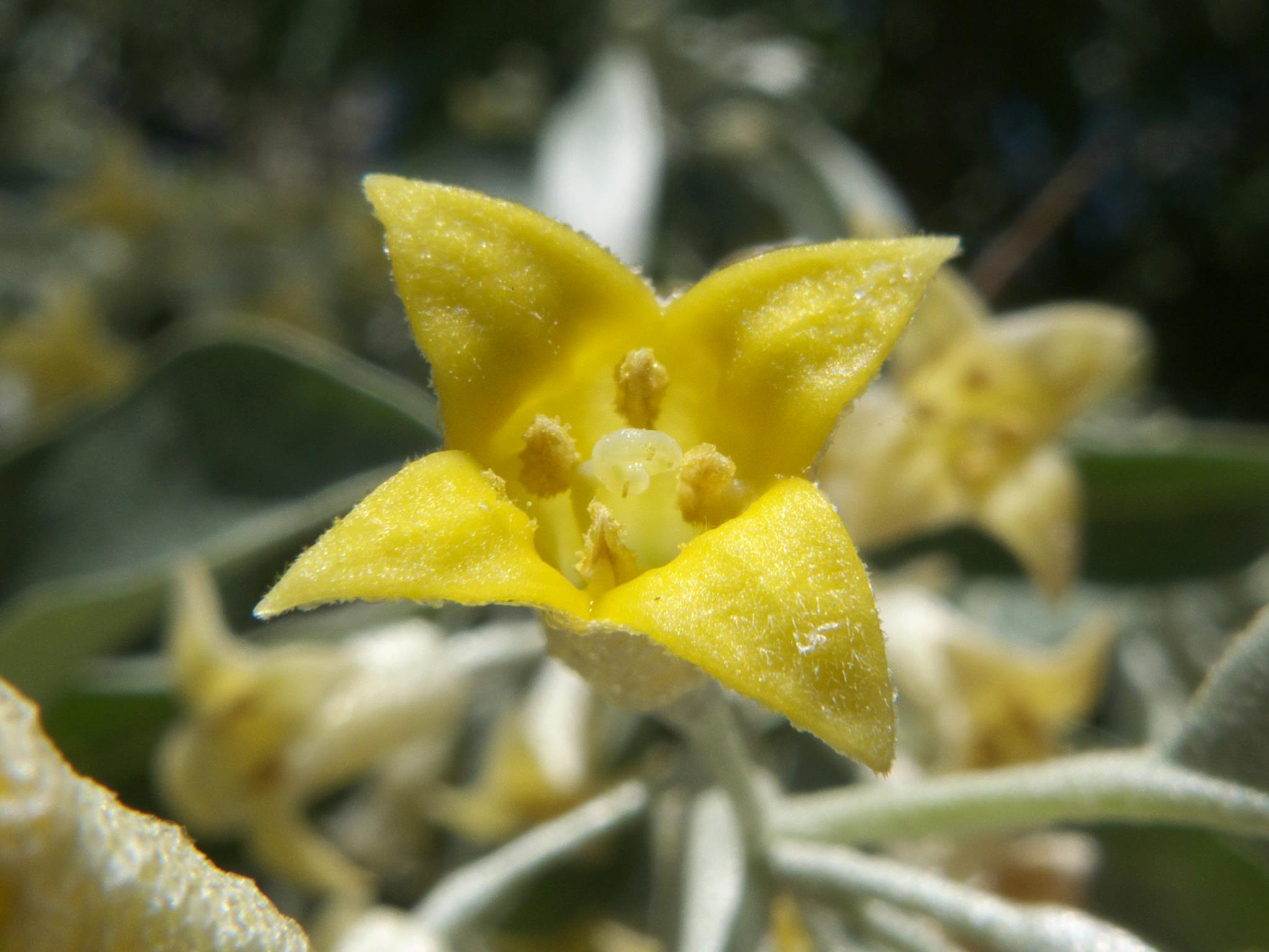
Květ hlošiny úzkolisté

Tato vytrvalá opadavá dřevina vyrůstá jako široký a hustý keř nebo jako strom vysoký 3 až 10 m. Stromy s často pokřiveným kmenem s červenohnědou odlupující se kůrou mívají široce kuželovitou korunu. Keře vytvářejí husté, pro lidí téměř neprostupné houštiny. Letorosty, list i plody jsou porostlé chlupy vytvářejícími charakteristické stříbřité zbarvení. Větvičky jsou v mládí stříbřitě šupinaté, chlupaté a často trnité, později zhnědnou. Jsou hustě porostlé střídavě vyrůstajícími, čárkovitými, kopinatými až úzce vejčitými listy s krátkým řapíkem; celokrajné čepele mívají dlouhé 4 až 10 cm a široké 0,5 až 4 cm. Listy jsou zpočátku oboustranně stříbřité, později se na lícní straně zabarví šedozeleně.
V úžlabí starších listů vyrůstají jednotlivě, nebo až po třech, silně voňavé, žlutavé květy. Jsou krátce stopkaté, oboupohlavné nebo jen prašníkové a měří až 1 cm v průměru. Mají čtyřčetný, zvonkovitý nebo trubkovitý a 1 cm dlouhý kalich který je vně stříbřitě chlupatý a uvnitř žlutý. Koruna není vyvinutá. V každém květu jsou čtyři tyčinky s krátkými nitkami nesoucí podlouhlé prašníky. V oboupohlavných květech je dále podlouhlý jednodílný semeník s jediným vajíčkem a zakřivená čnělka zhruba stejně dlouhá jako kalich. Kvetou v květnu a červnu, opylovány jsou hmyzem, hlavně včelami, které v květech nacházejí hodně pylu i nektaru. Ploidie druhu bývá 2n = 12 nebo 2n = 28.
Plod je elipsoidní, soudečkovitá, zprvu zelená a šedá, později červenohnědá, stříbřitě chlupatá nepravá peckovice asi 1,5 cm velká. Obsahuje podlouhlou tvrdou pecku a moučnou dužinu která postupně sládne. Plodí již od časného mládí a dožívá se až 100 let. Rozmnožuje se semeny (peckami), která do okolí roznášejí hlavně ptáci požírající plody a rychle odnožujícími kořenovými výběžky.

## Význam
Hlošina úzkolistá má v současnosti v evropských podmínkách význam hlavně jako okrasná rostlina. Odolává městskému smogu, soli v půdě a příliš jí nevadí okolní zpevněné plochy, je proto používána v městské výsadbě. Bohužel problematický je její pyl, který je silným alergenem. Vysazuje se též za účelem zpevňování zasolených písčitých půd a dobře roste i v blízkosti moře. Vůbec nejvhodnější je výsadba její keřovité formy do středních dělicích pásů na dálnicích.
V místech původu se hlavně zpracovávají plody. Z čerstvých se vyrábějí aromatické kompoty, marmelády i likéry, sušené se melou na mouku z které se vaří kaše a pečou cukrovinky. Usušené plody obsahují cukr a lze je dlouho skladovat. Pevné dřevo se v bezlesých krajinách používá na výrobu domácího nářadí i na topení.
V roce 1830 počala být vysazována v Pensylvánii ve Spojených státech amerických jako rostlina mající rekultivovat půdu po důlní těžbě. Velmi se tam uchytila a zakrátko se počala invazně šířit po okolí. Vyskytuje se již v Maine, Virginií i Wisconsinu. Využívá své schopnosti jímat v symbióze s půdními bakteriemi kořeny vzdušný dusík a obohacovat jím půdu. Vytváří neprostupné porosty a vytlačuje původní flóru, poskytuje však úkryt i potravu pro drobné savce i ptáky. Pokusy o vypalování skončily vyrašením spousty nových výhonů.

V okrasném zahradnictví se někdy používá. Habitus je nepravidelný, koruna řídká, nepravidelně se rozkládající, zahušťující zmlazujícími výhony. Dřevina podrůstá výmladky do okolí, je zcela nevhodná na menší plochy a málo vhodná na udržované plochy. Pravidelný řez by byl žádoucí, ale vyvolává silnější podrůstání z kořenů.

## Jedovatost plodů
Toxikologické informační středisko řadí plody hlošiny úzkolisté mezi „téměř nejedovaté plody“, o nichž uvádí, že nebezpečná může být dávka nad 20 plodů (bobulí, semen); po větším požitém množství se podává aktivní uhlí; nebývá nutná hospitalizace (jen u mimořádně citlivých osob při závažných příznacích); u zdravých jedinců se objevují nanejvýš zažívací potíže.

## Galerie

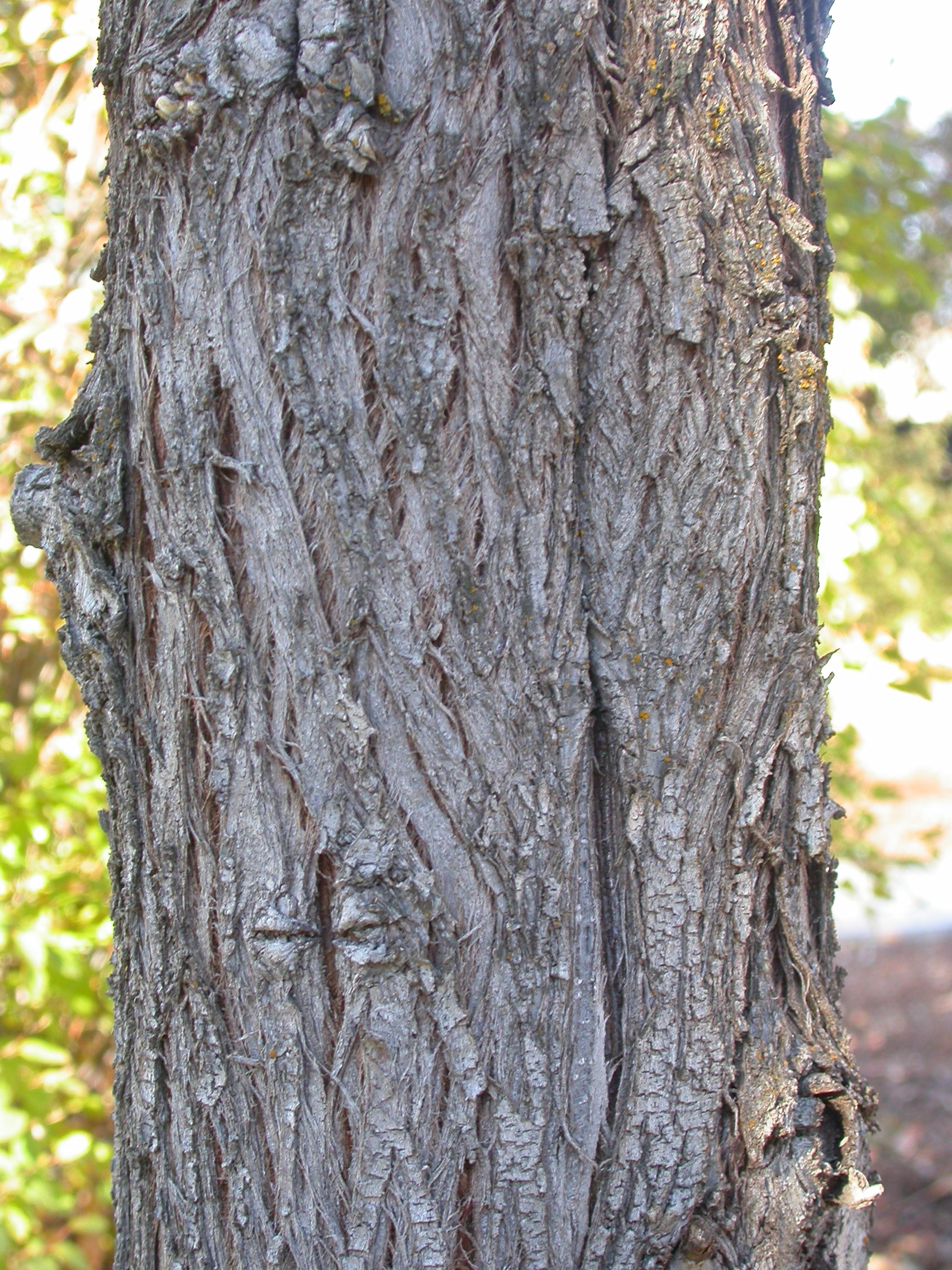
Starý kmen
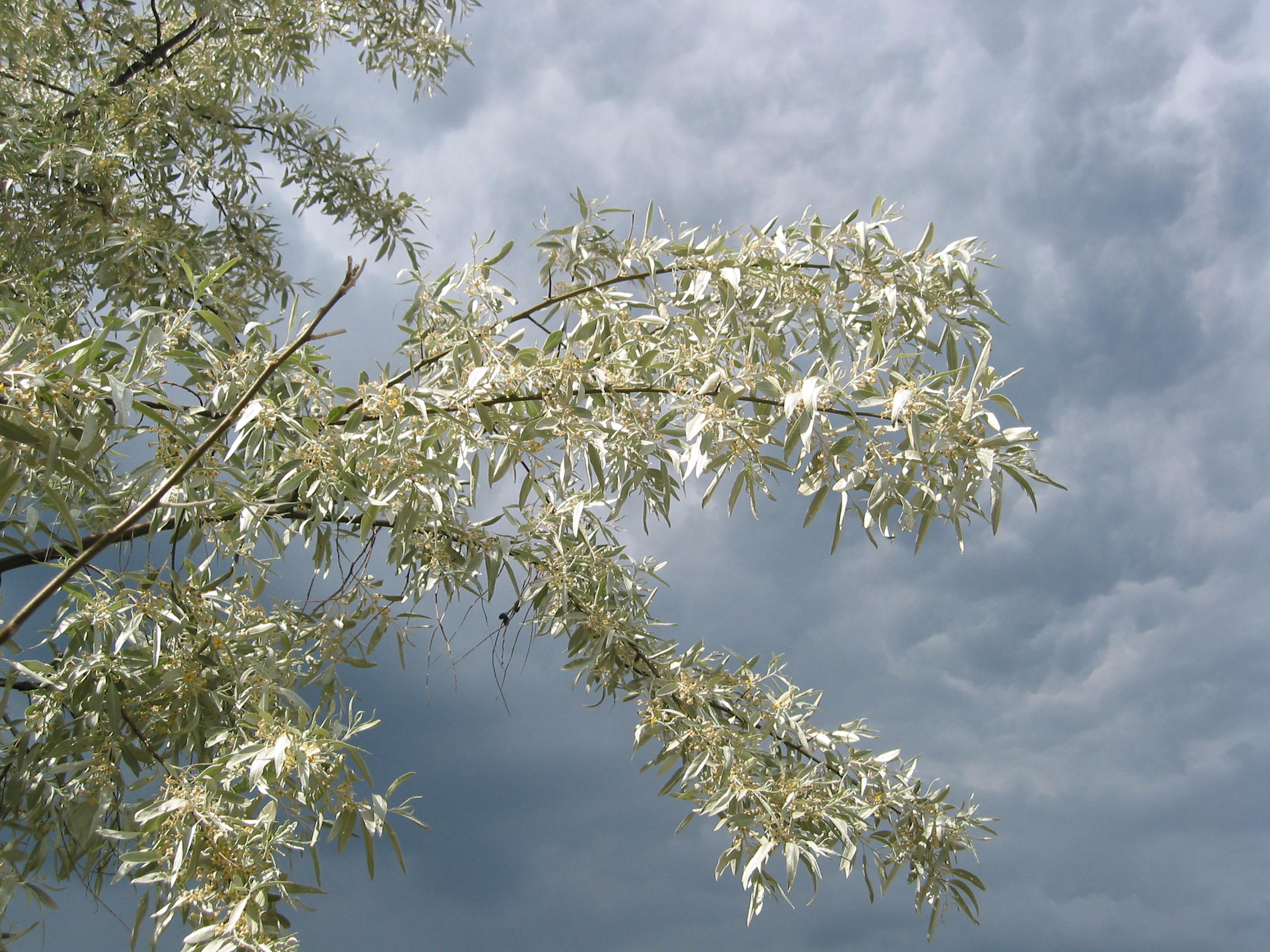
Větev s květy
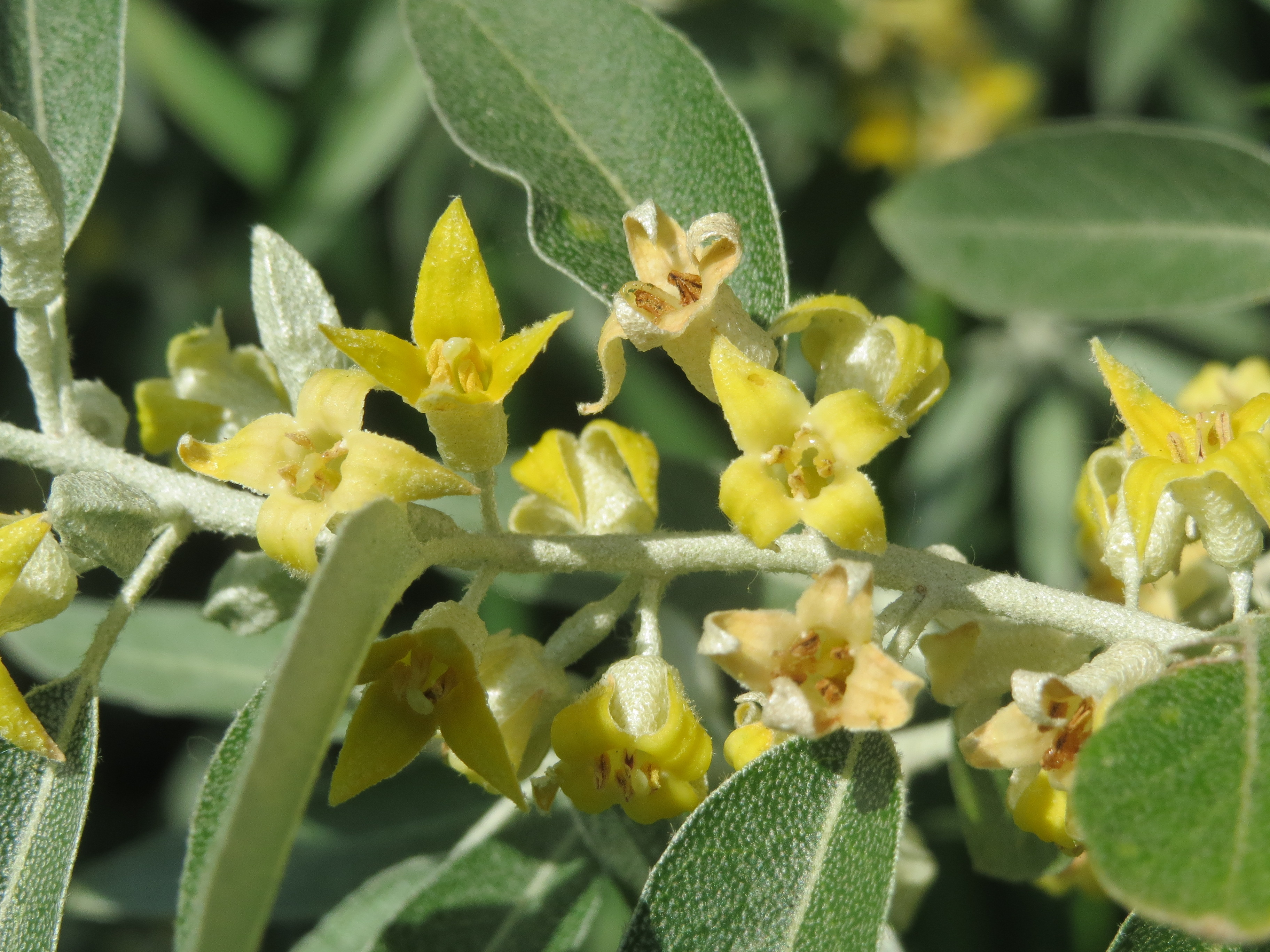
Květy a listy
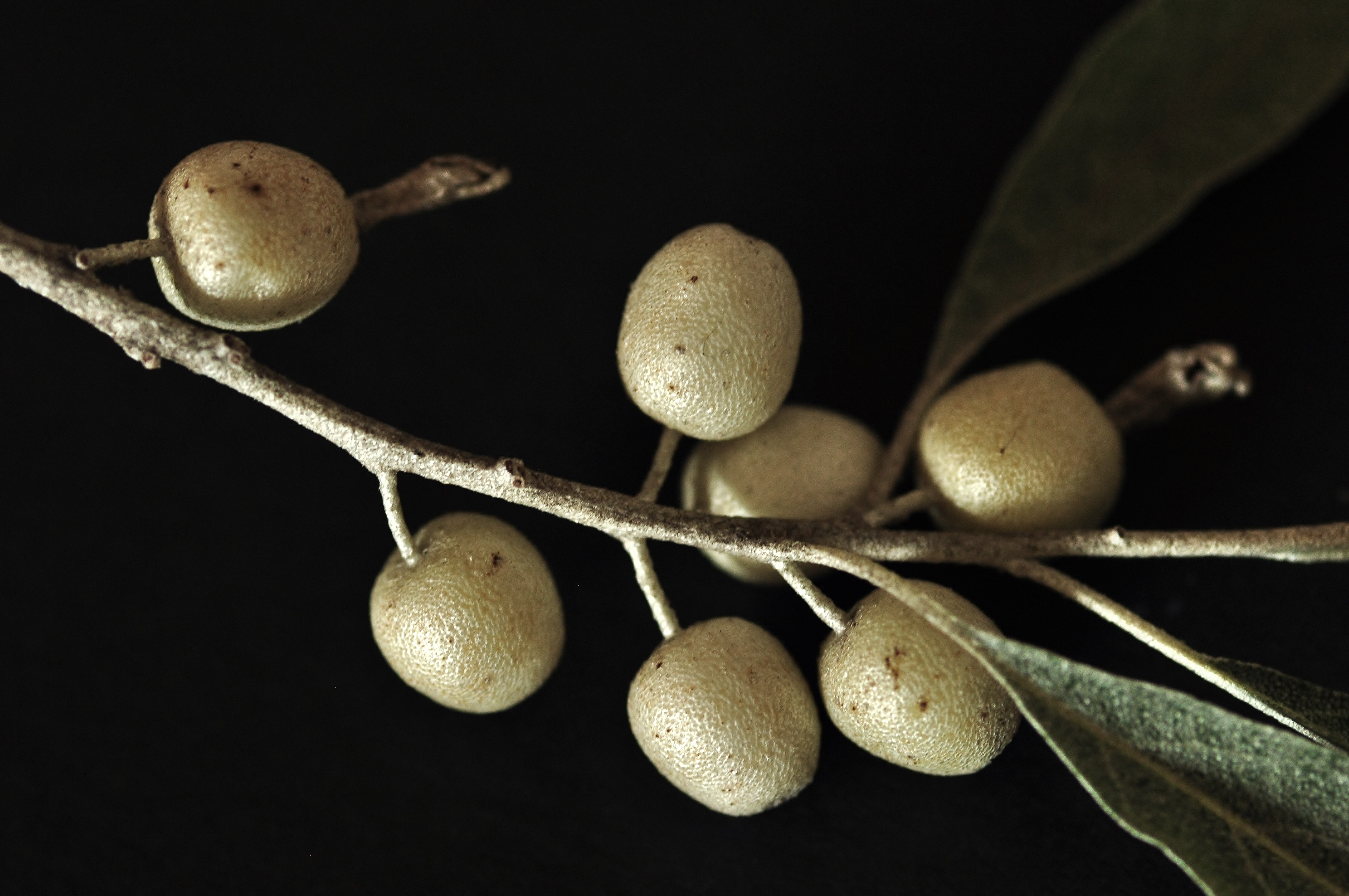
Dozrávající plody